# Jączewo
Jączewo (dawn. Janczewo, do 31 grudnia 2002 Jaczewo) – wieś sołecka w Polsce położona w województwie mazowieckim, w powiecie płockim, w gminie Bielsk.
W latach 1975–1998 miejscowość administracyjnie należała do województwa płockiego. 1 stycznia 2003 nastąpiła zmiana nazwy wsi z Jaczewo na Jączewo.
W skład miejscowości Jączewo wchodzą przysiółki: Jączewo-Jeziorka i Jączewo-Abramki (którego częściami składowymi są również Jączewo-Dusze i Jączewo-Rogacze).